# سیارک ۱۰۲۸
سیارک ۱۰۲۸ (به انگلیسی: 1028 Lydina، نامگذاری:1923PG) هزار و بیست و هشتمین سیارک کشف شده‌است که در ۶ نوامبر ۱۹۲۳ و در رصدخانه سایمیز کشف شد.
قدر مطلق سیارک برابر ۹٫۴۳ است.